# Międzygaz
Międzygaz, zmiana biegu z międzygazem, potocznie przegazówka - technika stosowana podczas prowadzenia pojazdu silnikowego z manualną skrzynią biegów niewyposażoną w synchronizatory (np. motocykl). Międzygazu można użyć również, redukując bieg w warunkach skrajnie obniżonej przyczepności, np. na oblodzonej nawierzchni, celem zmniejszenia różnicy obrotów między silnikiem a kołami, która może doprowadzić do poślizgu. Ponadto umiejętne operowanie międzygazem pozwala na zmianę biegów bez użycia sprzęgła, np. w sytuacji awarii tego podzespołu.
Międzygaz polega na odpowiednim uchyleniu przepustnicy („dodaniu gazu”) podczas zmiany biegu, w momencie gdy skrzynia znajduje się w pozycji neutralnej, przy jednoczesnym chwilowym zwolnieniu sprzęgła, w celu wyrównania prędkości obrotowej koła zębatego włączanego biegu na wałku pośrednim z kołem zębatym tego biegu na wałku zdawczym, by w konsekwencji umożliwić „wrzucenie biegu”.